# حكومة بن بلة الثالثة
حكومة بن بلة الثالثة، من 2 ديسمبر 1964 إلى 19 يونيو 1965. هي نتيجة لتعديل ثان لحكومة بن بلة تميزت بتولي رئيس الجمهورية حقائب وزارة الداخلية والاقتصاد والاعلام.

## رئاسة المجلس
- رئيس المجلس: أحمد بن بلة
- نائب رئيس المجلس ووزير الدفاع الوطني: هواري بومدين
- نائب رئيس المجلس: محمدي السعيد

## الوزراء
- وزير منتدب لدى رئاسة المجلس: عبد الرحمان الشريف
- وزير العدل وحافظ الأختام: محمد بجاوي
- وزير الصناعة والطاقة: بشير بومعزة
- وزير الفلاحة والإصلاح الفلاحي: أحمد مهساس
- وزير الصحة العمومية والمجاهدين والشؤون الاجتماعية: محمد الصغير نقاش
- وزير الخارجية: عبد العزيز بوتفليقة
- وزير التربية الوطنية: شريف بلقاسم
- وزير البريد والاتصالات والأشغال العمومية والنقل: عبد القادر زيبق
- وزير الإعمار والإسكان:محمد الهادي حاج سماعين
- وزير التجارة: نور الدين دلسي
- وزير العمل: صافي بوديسة
- وزير الشباب والرياضة: صادق بتل
- وزير الإصلاح الإداري والوظيف العمومي: سعيد عمراني
- وزير السياحة: عمار أوزقان
- وزير الأوقاف: التيجاني هدام